# Цинандали
Цинанда́ли (груз. წინანდალი) — деревня в Телавском муниципалитете Кахетии, Грузия.
Расположена на северо-восточном склоне горы Гомбори, на высоте 560 м над уровнем моря, 10 км от Телави и в 79 км к востоку от Тбилиси. У села протекает река Кисисхеви.
Известна имением, принадлежавшим княжескому роду Чавчавадзе и одноимённым белым вином цинандали.

## История

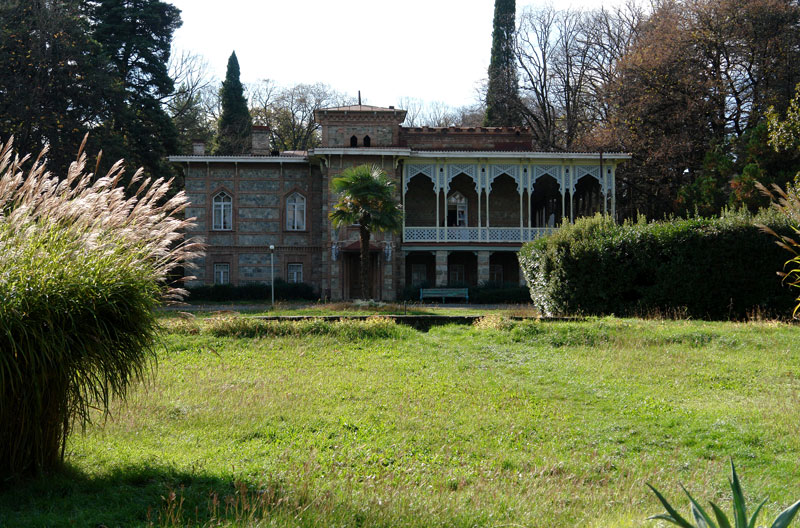
Главный дом усадьбы

Александр Чавчавадзе унаследовал Цинандали от своего отца, князя Гарсевана. Новый владелец отремонтировал имение, построил новый дом и разбил декоративный сад (1835). Чавчавадзе часто принимал у себя гостей, в том числе иностранных (здесь бывали Грибоедов, Пушкин, Лермонтов, Одоевский и Александр Дюма-старший), развлекал их музыкой, остроумной беседой и, в особенности, прекрасными винами, произведёнными в его усадебной марани (винодельня). Знакомый с европейскими порядками, Чавчавадзе построил самый большой в стране винодельческий завод, где объединил европейские и многовековые грузинские традиции виноделия. Фирменным вином Чавчавадзе стало сухое белое цинандали.
2 июля 1854 года деревня и имение Чавчавадзе пострадали от набега горцев имама Шамиля. Командовал нападавшими Гази-Мухаммед, сын Шамиля. Горцы разграбили имущество и похитили жену сына Александра, князя Давида Чавчавадзе, её овдовевшую сестру Варвару Орбелиани, их детей и многих родственников. Это событие вызвало сильный резонанс не только в России, но и на Западе. 22 марта 1855 года после сложных переговоров пленники были обменены на сына Шамиля Джамала аль-Дина и 40 000 (требовали миллион) рублей серебром.
После смерти Давида Чавчавадзе (1884) из-за невыплаты долга Российскому общественному банку имение перешло в собственность императорской семьи. Усадебный дом был реконструирован по проекту архитектора А. Г. Озерова. Сад Цинандали был обновлён в 1887 году и перешёл в государственную собственность в 1917 году.
В 1947 году в усадьбе был организован музей.
Совхоз «Цинандали»
В советское время в деревне действовал Цинандальский виноградарский совхоз Министерства пищевой промышленности СССР (с 1950 года — совхоз «Цинандали»), директором которого был Герой Социалистического Труда Иона Ермолаевич Чарквиани. Этот совхоз был одним из крупнейших виноградарских предприятий Кахетии. В совхозе выращивали сорта винограда «Цинандали», «Мцване», «Саперави», «Ркацители» и «Тавквери», которые поставлялись в Телианский и Цинандальский винные заводы для производства одноимённых вин.
Указом Президиума Верховного Совета СССР «О награждении Цинандальского виноградарского совхоза Самтреста Министерства пищевой промышленности СССР» от 29 января 1949 совхоз был награждён Орденом Ленина за «выдающиеся заслуги в области развития виноградарства, качественного виноделия и в связи с 60-летием со дня основания».
Некоторые труженики совхоза Указом Президиума Верховного Совета «О награждении орденами и медалями работников Цинандальского виноградарского совхоза Самтреста Министерства пищевой промышленности СССР» от 29 января 1949 года были награждены различными орденами и медалями, в том числе главный агроном, два рабочих и директор Иона Чарквиани были награждены Орденом Ленина.
В совхозе трудились Герои Социалистического Труда Лонгиноз Георгиевич Арсенишвили, Иван Григорьевич Багатришвили, Бидзин Георгиевич Батиашвили, Иосиф Давидович Болквадзе, Ясон Алексеевич Гагнидзе, Василий Ильич Георгелашвили, Антонина Васильевна Игнатова, Фёдор Леванович Лапаури, Давид Андреевич Саванели, Реваз Аедреевич Саванели, Владимир Иорданович Уталишвили, Михаил Александрович Хуцаидзе, Иосиф Захарьевич Цуцунашвили.

## Известные жители
В Цинандали родилась Нина Чавчавадзе, в будущем — жена русского драматурга и дипломата Александра Грибоедова (1795—1829).

## Достопримечательности
- Дом — Усадьба князей Чавчавадзе.